# Julia Hauser
Julia Hauser, född den 21 februari 1994, är en österrikisk triathlet. 

## Karriär
Hauser tävlade för Österrike vid olympiska sommarspelen 2016 i Rio de Janeiro. Hon blev varvad i triathlonloppet och fick inte fullfölja tävlingen. Vid olympiska sommarspelen 2020 i Tokyo tävlade Hauser återigen i damernas triathlon. Hon bröt dock loppet redan under simningen och fullföljde inte tävlingen.
I juni 2023 tog Hauser silver i olympisk distans vid europeiska spelen i Kraków-Małopolska.